# Полосатая радужная птица
Полосатая радужная птица (лат. Pardalotus striatus) — австралийский вид воробьинообразных птиц из семейства радужных птиц (Pardalotidae).

## Описание
Полосатая радужная птица длиной 10 см. Сверху птица чаще тёмная, снизу — жёлто-серая; крылья с белой каймой, горло оранжевое или жёлтое, на лице и крыльях тёмный рисунок, над глазами жёлто-белая полоса.

## Распространение
Птицы живут в эвкалиптовых лесах Австралии. Тасманийский подвид зимует на материке.

## Питание
Птицы кормятся беспозвоночными, в том числе пауками, насекомыми и их личинками, которых склёвывают с листьев в кроне деревьев и кустарников.

## Размножение
В брачный период птицы образуют группы до 6 птиц или живут парами. Гнездо из коры и травы расположено в дупле дерева. Кладку из 3—6 яиц пара высиживает сообща. Когда появляются птенцы, родительские птицы или даже члены группы выкармливают их.

## Подвиды
Международный союз орнитологов выделяет 6 подвидов:
- Pardalotus striatus uropygialis Gould, 1840 — от севера Западной Австралии восточнее до севера Квинсленда[3];
- Pardalotus striatus melvillensis Mathews, 1912 — острова Тиви (северная Австралия)[3];
- Pardalotus striatus melanocephalus Gould, 1838 — северо-восток Австралии[3];
- Pardalotus striatus substriatus Mathews, 1912 — западная и центральная Австралия[3];
- Pardalotus striatus ornatus Temminck, 1826 — юго-восточная Австралия[3];
- Pardalotus striatus striatus (J. F. Gmelin, 1789) — острова в Бассовом проливе и Тасмания, залётный в восточную и юго-восточную Австралию[3].